# Sotiris Manolopoulos
Sotiris Manolopoulos (nació el 27 de junio de 1970 en Atenas) es un entrenador griego de baloncesto. Actualmente ejerce de entrenador del Peristeri BC de la A1 Ethniki y de la Selección de baloncesto de Grecia.

## Carrera deportiva

### Como jugador
Manolopoulos jugó baloncesto universitario en la Universidad de Boston, con los Boston University Terriers, en la que sería nombrado dos veces en el Cuadro de Honor Académico America East en las temporadas 1992 y 1993. Disputaría la cifra de 58 partidos para los Terriers, de 1989 a 1993, promediando 3.6 puntos, 1.1 rebotes y 0.7 robos por encuentro. 
Manolopoulos jugó profesionalmente con Papagou, Maroussi y Doukas. Mientras jugaba con Maroussi, ganó la Copa FIBA Saporta en la temporada 2000-01.

### Como entrenador
En 2004, tras retirarse de las canchas como jugador, Manolopoulos comenzó su carrera como entrenador como entrenador asistente con Peristeri. En la temporada 2005-06, fue nombrado entrenador asistente de Makedonikos. 
En la temporada siguiente, regresó a Maroussi donde estuvo durante 5 temporadas hasta 2011. 
En 2011, fue nombrado entrenador asistente de Aris y en la temporada siguiente firmaría en el mismo cargo por el Panathinaikos. Tras 3 temporadas ejerciendo el cargo de asistente en el Panathinaikos, el 4 de mayo de 2015 fue nombrado primer entrenador del Panathinaikos, tras la destitución de Duško Ivanović.
El 22 de octubre de 2015, fue nombrado entrenador asistente del AEK Atenas. El 18 de diciembre de 2015, fue nombrado primer entrenador del AEK Atenas, tras la destitución de Dragan Šakota, para que pudiera convertirse en director general del equipo. 
El 21 de marzo de 2017, tras la salida del entrenador Jure Zdovc del AEK Atenas, Manolopoulos se convirtió en el nuevo entrenador del club, tras firmar un contrato con ellos, hasta el año 2018.
En las temporadas 2018-19 y 2020-21, sería entrenador del Ifaistos Limnou B.C. de la A1 Ethniki.
En 2021, firma como entrenador del Peristeri de la A1 Ethniki.
El 16 de octubre de 2021, se convierte en seleccionador de la Selección de baloncesto de Grecia para los partidos de clasificación de la Copa del Mundo FIBA 2023.